# NWAインターナショナル・ジュニアヘビー級王座
NWAインターナショナル・ジュニアヘビー級王座（NWA International Junior Heavyweight Championship）は、かつてNWA内の反主流派と呼ばれたプロモーターが創設したNWA世界ジュニアヘビー級王座の分裂版。
創設当初は新日本プロレスが管理していたが、後に全日本プロレス・PWFに管理権が移る。その後全日本は同王座の管理権返上を決定し独自の世界ジュニアヘビー級王座を新設している。

## 歴史

### 新日本プロレス時代
元々はNWA世界ジュニアヘビー級インターナショナル王座の名称で、新日本プロレスの藤波辰巳が 1980年2月1日、札幌中島スポーツセンターにてスティーブ・カーンとのダブルタイトルマッチを制して王座を奪取した。テレビ中継『ワールドプロレスリング』においては『NWA世界ジュニアヘビー級インターナショナル選手権』と紹介されて、新日本に定着したものである。
NWA世界ジュニアヘビー級王座は、オクラホマ州のプロモーターであったレロイ・マクガークに管理が一任されていた為、マクガークの興行テリトリー以外ではタイトルマッチが中々組めない状況であり、マクガークによる王座の専有が問題とされていた。とはいえ、マクガークの興行テリトリー以外でのタイトルマッチがまったく行われなかったわけではなく、日本ではダニー・ホッジのタイトルマッチや1974年のケン・マンテル対ジャンボ鶴田戦、1975年のヒロ・マツダ対マイティ井上戦のタイトルマッチが行われている。そこで、新日本を始めとする一部のプロモーターたち、WWFのビンス・マクマホン、CWFのエディ・グラハム、ハリウッド・レスリングのマイク・ラベールら、当時のNWAにおいて『反主流派』と呼ばれていたプロモーターらが連携して、NWA世界ジュニアヘビー級王座の新たな管理・運営計画を立てた。
1979年、王者であったネルソン・ロイヤルの引退に伴い、反主流派は12月10日、ハリウッド・レスリングの本拠地ロサンゼルスにてスティーブ・カーンとチャボ・ゲレロの間でNWA世界ジュニアヘビー級王座の決定戦を行い、チャボを下したカーンを新王者に認定する（ただし、このタイトルマッチはフィクションともされる）。しかし、これに異を唱えたマクガークも1980年2月11日にオクラホマで王座決定トーナメントを決行し、ロン・スターを新王者に認定した為、一時期二つの『NWA世界ジュニアヘビー級王座』が混在するなどの事態を招いた。最終的にはマクガーク派のタイトルの正当性が認められ、反主流派が新設した王座はNWA世界ジュニアヘビー級インターナショナル王座として、マクガーク派の正統王座に次ぐジュニアヘビー級王座として認定されることになった。
2月1日、WWFジュニアヘビー級王者だった藤波は札幌中島スポーツセンターにてカーンとのダブルタイトルマッチを制し、NWA世界ジュニアヘビー級インターナショナル王座と WWFジュニアヘビー級王座のジュニアヘビー級二冠王者に輝く。しかし、7月に負傷（右手小指骨折）のためNWA王座を返上。7月23日、北九州市西日本総合展示場にて ブレット・ハートとの王座決定戦に勝利した木村健吾が新王者となるも、10月3日に蔵前国技館にてチャボに王座を明け渡す。

### 全日本プロレス時代
チャボは1981年8月、この王座と共に全日本プロレスへ参戦していた（当時の新日本と全日本は外人引き抜き合戦の真っ只中だった）。そのチャボから1982年3月7日、シャーロッテで大仁田厚が王座を奪取して、メキシコでサングレ・チカナに王座を奪われるがすぐに奪還し帰国。この経緯もあり、王座は新日本から全日本に移り、そのまま王座の管理も全日本が実施するようになった。しかし、7月30日の川崎市体育館で行われた大仁田対チャボの選手権試合で、チャボが放ったジャーマン・スープレックス・ホールドについて「両者の肩がマットについたダブル・ピンフォールにより大仁田の防衛」という裁定が下ったことから紛糾して、王座はNWA預かりになった。
8月30日と31日、サンフアンで開催されたNWA総会において「NWAはファンに迷いを与えてしまっている現状を踏まえ、管理の杜撰な現在のジュニアヘビー級王座をすべて破棄して、新たに『世界』を外したNWAインターナショナル・ジュニアヘビー級王座を設ける。このインターナショナル・ジュニアヘビー級王座の管理、運営はインターナショナル・ヘビー級王座、インターナショナル・タッグ王座の他の2つのインター王座と共に、今後は半永久的にPWFと全日本プロレスに一任する」という決定がなされた（総会に出席した馬場のコメント）。
ところが同時期に、既に新日本でタイガーマスク（初代）がNWA世界ジュニアヘビー級王座をレス・ソントンから奪取して、王者として防衛活動を行っていたため物議を醸すこととなり、後日「ワールドプロレスリング」の生中継（1982年9月17日放送分）において、実況アナウンサーの古舘伊知郎が、「一部のマスコミにおいてNWAのジュニアヘビー級に関する管理、運営の全てが全日本に任された云々という報道があった」と前置きしつつ、「NWA総会の議事録」という書類を片手に、事情説明を行った。
これはまず「NWAのタイトル委員会は現在のジュニアヘビー級王者をタイガーマスクと正式に認定している。さらにタイトル委員会は『タイガーマスクは優れた、（実力が）際立った選手である。改めて推薦する』とコメントしている」と弁明、さらにはまた「誤った報道を心配したジム・バーネットからも新日本プロレスにテレックスが届いている」、「今回のNWA総会にも出席した新間寿は『全日本の保持するインターナショナル・ジュニアヘビー級王座は全日本固有のタイトルに過ぎない。しかし、タイガーマスクの持つ王座はNWAが（直轄の形で）認定する世界ジュニアヘビー級王座である』とコメントしている」としたうえ、「よって、現在タイガーマスクの持つNWA世界ジュニアヘビー級王座こそがNWAの正統の系譜である」と結論付けたものだった。最終的には、全日本が折れる形で、新日本が管理する世界ジュニアヘビー級王座と全日本が管理するインターナショナル・ジュニアヘビー級王座を両立させることで決着する。
ベルトのデザインをインターナショナル・ヘビー級王座、インターナショナル・タッグ王座の先代両インターナショナル王座のベルトを足して2で割ったようなデザインに変更して、名称も世界とインターナショナルが混合していた前身からNWAインターナショナル・ジュニアヘビー級王座として新装となった同タイトルは、NWA本部の指令により大仁田とチャボとの間で「新王者決定3番勝負」が行われ、1戦目はチャボのフライング・ボディ・アタックをキャッチした大仁田が、そのままブロックバスター・ホールドを決めて勝利。2戦目はチャボのジャーマン・スープレックスで大仁田が敗退したが、3戦目は大仁田がローリング・クラッチ・ホールドでチャボを破り、2勝1敗と勝ち越して新王者となった。
その後、王者であった大仁田が膝を負傷して王座を返上。空位となった王座をトーナメント戦で制したチャボが再び王座に返り咲いた。その後、マイティ井上、ダイナマイト・キッド、小林邦昭と王座が移動するが、小林を破ったタイガーマスク（2代目）がヘビー級転向のため、1986年3月に返上する。全日本は王座の管理権も返上し、7月からはベルトそのものは全日本・PWFの新王座世界ジュニアヘビー級王座として生まれ変わることになる。

### 復活
タイガーマスク（2代目）が王座を返上してから20年近く経過した2007年3月4日、メキシコシティにて突如『NWAインターナショナル・ジュニアヘビー級王座決定トーナメント』を開催。決勝にて後藤洋央紀がショッカーとの王座決定戦に勝利し新王者に認定される。なお、この王座は形式上は復活王座とされているが、この王座を管理運営していた全日本プロレスとPWFは、この復活には関与していない。その後、王者となったウルティモ・ドラゴンが全日本プロレスに出場した際、この王座のベルトを携え、世界ジュニアヘビー級王座との統一戦を訴えたが、実現していない。

## 歴代王者
| 歴代                                                                          | 選手                    | 戴冠回数 | 防衛回数 | 獲得日付       | 獲得場所 （対戦相手・その他）                                                                        |
| ----------------------------------------------------------------------------- | ----------------------- | -------- | -------- | -------------- | --- |
| 初代                                                                          | スティーブ・カーン      | 1        | 0        | 1979年12月10日 | カリフォルニア州ロサンゼルス チャボ・ゲレロ                                                          |
| 創設当初の王座名はNWA世界ジュニアヘビー級インターナショナル王座               |                         |          |          |                | |
| 第2代                                                                         | 藤波辰巳                | 1        | 0        | 1980年2月1日   | 札幌中島スポーツセンター                                                                             |
| 第3代                                                                         | マイク・グラハム        | 1        | 0        | 1980年2月15日  | フロリダ州ハリウッド                                                                                 |
| 第4代                                                                         | 藤波辰巳                | 2        | 2        | 1980年4月4日   | 川崎市体育館 1980年7月2日に負傷のため返上                                                            |
| 第5代                                                                         | 木村健吾                | 1        | 4        | 1980年7月23日  | 北九州市西日本総合展示場 ブレット・ハート                                                            |
| 第6代                                                                         | チャボ・ゲレロ          | 1        | 不明     | 1980年10月3日  | 蔵前国技館                                                                                           |
| 第7代                                                                         | ジノ・ヘルナンデス      | 1        | 不明     | 1981年2月27日  | テキサス州ヒューストン                                                                               |
| 第8代                                                                         | チャボ・ゲレロ          | 2        | 不明     | 1981年5月22日  | テキサス州ヒューストン                                                                               |
| 第9代                                                                         | 大仁田厚                | 1        | 0        | 1982年3月7日   | ノースカロライナ州シャーロッテ                                                                       |
| 第10代                                                                        | サングレ・チカナ        | 1        | 0        | 1982年4月11日  | ハリスコ州グアダラハナ                                                                               |
| 第11代                                                                        | 大仁田厚                | 2        | 2        | 1982年4月30日  | メキシコシティ 1982年7月30日のチャボ・ゲレロ戦後に王座預かり                                         |
| 1982年8月にNWA総会で王座名をNWAインターナショナル・ジュニアヘビー級王座に変更 |                         |          |          |                | |
| 第12代                                                                        | 大仁田厚                | 3        | 2        | 1982年11月4日  | 後楽園ホール チャボ・ゲレロとの3番勝負に勝ち越す 1983年4月15日のヘクター・ゲレロ戦後に負傷のため返上 |
| 第13代                                                                        | チャボ・ゲレロ          | 3        | 3        | 1983年5月26日  | 天竜市立総合体育館 ウルトラセブン                                                                    |
| 第14代                                                                        | マイティ井上            | 1        | 6        | 1984年2月26日  | 大阪府立体育館                                                                                       |
| 第15代                                                                        | ダイナマイト・キッド    | 1        | 0        | 1985年6月8日   | 高松市民文化センター                                                                                 |
| 第16代                                                                        | 小林邦昭                | 1        | 4        | 1985年6月30日  | 古河市立体育館                                                                                       |
| 第17代                                                                        | タイガーマスク（2代目） | 1        | 1        | 1985年8月31日  | 両国国技館 1986年3月にヘビー級転向のため封印                                                         |
| 第18代                                                                        | 後藤洋央紀              | 1        | 1        | 2007年3月4日   | メキシコシティ ショッカー 2007年9月8日にヘビー級転向のため返上                                       |
| 第19代                                                                        | スペル・デルフィン      | 1        | 1        | 2008年11月9日  | 大阪府立体育会館第2競技場 ウルティモ・ドラゴン                                                       |
| 第20代                                                                        | ウルティモ・ドラゴン    | 1        | 0        | 2008年11月22日 | 後楽園ホール                                                                                         |
| 第21代                                                                        | 大原はじめ              | 1        | 3        | 2008年12月14日 | メキシコシティ                                                                                       |
| 第22代                                                                        | 藤田峰雄                | 1        | 1        | 2009年10月1日  | 新宿FACE                                                                                             |
| 第23代                                                                        | ウルティモ・ドラゴン    | 2        | 不明     | 2010年7月19日  | 後楽園ホール                                                                                         |

## 主な記録
- 最多戴冠記録：3回 - チャボ・ゲレロ（第6、8、13代）、大仁田厚（第9、11、12代）
- 最多連続防衛：6回 - マイティ井上
- 最多通算防衛：6回 - チャボ・ゲレロ